# Кривани
Кривани, або Крівани (словац. Krivany) — село в Словаччині, Сабинівському окрузі Пряшівського краю. Розташоване в північно-східній частині Словаччини на межі Левоцьких гір, Шариської височини та Шариської долини над Торисою.
Уперше згадується у 1301 році.
У селі є римо—католицький костел приблизно з 1300 року в стилі ранньої готики, пізніше кілька разів перебудований.

## Населення
| Рік:            | 1994. | 2004.   | 2014.   | 2024.   |
| --------------- | ----- | ------- | ------- | ------- |
| Кількість осіб: | 1061  | 1136    | 1222    | 1281    |
| Різниця:        |       | +7,06 % | +7,57 % | +4,82 % |

| Рік:            | 2023. | 2024.   |
| --------------- | ----- | ------- |
| Кількість осіб: | 1265  | 1281    |
| Різниця:        |       | +1,26 % |

У селі проживає 1167 осіб.
Національний склад населення (за даними останнього перепису населення — 2001 року):
- словаки — 88,66 %,
- цигани — 8,97 %,
- чехи — 0,27 %,
- українці — 0,18 %,
- угорці — 0,09 %.

Склад населення за приналежністю до релігії станом на 2001 рік:
- римо-католики — 94,79 %,
- греко-католики — 1,83 %,
- протестанти — 0,37 %,
- не вважають себе вірянами або не належать до жодної вищезгаданої конфесії — 2,74 %.